# Grupo Música Viva
Grupo Música Viva foi um grupo ou movimento musical brasileiro iniciado no Rio de Janeiro em 1939, sob liderança de Hans-Joachim Koellreutter.

## Origem
Numa primeira fase, o grupo foi integrado por figuras tradicionais do meio musical carioca, como Luiz Heitor, e teve como patrono Villa-Lobos. Logo de início foi também integrado pelo jovem aluno de Koellreutter, Claudio Santoro.
O grupo organizou concertos, publicou partituras e editou o Boletim Música Viva.
A partir de 1944, com a entrada de novos alunos de Koellreutter (Guerra Peixe, Eunice Catunda e Edino Krieger) o grupo foi assumindo um ar de modernidade radical, confrontando-se com as tradições estabelecidas no meio musical.

## Desaparecimento
Em 1948 o grupo sofreu uma cisão, praticamente deixando de existir, por divergências políticas entre Koellreutter e os jovens compositores. Santoro, Guerra Peixe e Eunice Catunda eram filiados ou simpatizantes do PCB, e passaram a seguir a estética do realismo socialista, com a qual Koellreutter não concordava.